# Coupe du monde de cyclisme sur piste 1993
Navigation
Coupe du monde 1994
La Coupe du monde de cyclisme sur piste 1993 est une compétition de cyclisme sur piste organisée par l'Union cycliste internationale. Cette première édition se compose de trois manches.

## Manches
| Date             | Pays     | Ville      |
| ---------------- | -------- | ---------- |
| 14-16 mai 1993   | Danemark | Copenhague |
| 11-13 juin 1993  | Espagne  | Valence    |
| 2-4 juillet 1993 | France   | Hyères     |

## Hommes

### Kilomètre
| Date             | Lieu       | Vainqueur | 2e | 3e |
| ---------------- | ---------- | --------- | -- | -- |
| 14-16 mai 1993   | Copenhague |           |    |    |
| 11-13 juin 1993  | Valence    |           |    |    |
| 2-4 juillet 1993 | Hyères     |           |    |    |

### Keirin
| Date             | Lieu       | Vainqueur | 2e | 3e |
| ---------------- | ---------- | --------- | -- | -- |
| 14-16 mai 1993   | Copenhague |           |    |    |
| 11-13 juin 1993  | Valence    |           |    |    |
| 2-4 juillet 1993 | Hyères     |           |    |    |

### Vitesse individuelle
| Date             | Lieu       | Vainqueur       | 2e              | 3e            |
| ---------------- | ---------- | --------------- | --------------- | ------------- |
| 14-16 mai 1993   | Copenhague | Roberto Chiappa | Marty Nothstein | Fabrice Colas |
| 11-13 juin 1993  | Valence    |                 |                 |               |
| 2-4 juillet 1993 | Hyères     |                 |                 |               |

### Vitesse par équipes
| Date             | Lieu       | Vainqueur | 2e | 3e |
| ---------------- | ---------- | --------- | -- | -- |
| 14-16 mai 1993   | Copenhague |           |    |    |
| 11-13 juin 1993  | Valence    |           |    |    |
| 2-4 juillet 1993 | Hyères     |           |    |    |

### Poursuite individuelle
| Date             | Lieu       | Vainqueur | 2e | 3e |
| ---------------- | ---------- | --------- | -- | -- |
| 14-16 mai 1993   | Copenhague |           |    |    |
| 11-13 juin 1993  | Valence    |           |    |    |
| 2-4 juillet 1993 | Hyères     |           |    |    |

### Poursuite par équipes
| Date             | Lieu       | Vainqueur | 2e | 3e |
| ---------------- | ---------- | --------- | -- | -- |
| 14-16 mai 1993   | Copenhague |           |    |    |
| 11-13 juin 1993  | Valence    |           |    |    |
| 2-4 juillet 1993 | Hyères     |           |    |    |

### Course aux points
| Date             | Lieu       | Vainqueur | 2e | 3e |
| ---------------- | ---------- | --------- | -- | -- |
| 14-16 mai 1993   | Copenhague |           |    |    |
| 11-13 juin 1993  | Valence    |           |    |    |
| 2-4 juillet 1993 | Hyères     |           |    |    |

### Américaine
| Date             | Lieu       | Vainqueur | 2e | 3e |
| ---------------- | ---------- | --------- | -- | -- |
| 14-16 mai 1993   | Copenhague |           |    |    |
| 11-13 juin 1993  | Valence    |           |    |    |
| 2-4 juillet 1993 | Hyères     |           |    |    |

## Femmes

### 500 mètres
| Date             | Lieu       | Vainqueur                | 2e                       | 3e                          |
| ---------------- | ---------- | ------------------------ | ------------------------ | --------------------------- |
| 14-16 mai 1993   | Copenhague | Galina Jenchuchina (RUS) | Annett Neumann (GER)     | Nathalie Lancien-Even (FRA) |
| 11-13 juin 1993  | Valence    | Tanya Dubnicoff (CAN)    | Isabelle Gautheron (FRA) | Galina Jenchuchina (RUS)    |
| 2-4 juillet 1993 | Hyères     | Félicia Ballanger (FRA)  | Tanya Dubnicoff (CAN)    | Annett Neumann (GER)        |

### Vitesse individuelle
| Date             | Lieu       | Vainqueur                | 2e                    | 3e                            |
| ---------------- | ---------- | ------------------------ | --------------------- | ----------------------------- |
| 14-16 mai 1993   | Copenhague | Olga Slyusareva (RUS)    | Annett Neumann (GER)  | Connie Paraskevin-Young (USA) |
| 11-13 juin 1993  | Valence    | Galina Jenchuchina (RUS) | Tanya Dubnicoff (CAN) | Isabelle Gautheron (FRA)      |
| 2-4 juillet 1993 | Hyères     | Tanya Dubnicoff (CAN)    | Ingrid Haringa (NED)  | Félicia Ballanger (FRA)       |

### Poursuite individuelle
| Date             | Lieu       | Vainqueur                    | 2e                   | 3e                          |
| ---------------- | ---------- | ---------------------------- | -------------------- | --------------------------- |
| 14-16 mai 1993   | Copenhague | Janie Quigley-Eickhoff (USA) | Hanne Malmberg (DEN) | Svetlana Samokhvalova (RUS) |
| 11-13 juin 1993  | Valence    | Kathryn Watt (AUS)           | Hanne Malmberg (DEN) | Barbara Erdin-Ganz (SUI)    |
| 2-4 juillet 1993 | Hyères     | Maria Jongeling (NED)        | Hanne Malmberg (DEN) | Kristel Werckx (BEL)        |

### Course aux points
| Date             | Lieu       | Vainqueur                       | 2e                          | 3e                     |
| ---------------- | ---------- | ------------------------------- | --------------------------- | ---------------------- |
| 14-16 mai 1993   | Copenhague | Gulnara Ivanova-Fatkulina (RUS) | Svetlana Samokhvalova (RUS) | Elena Loskutova (UKR)  |
| 11-13 juin 1993  | Valence    | Kristel Werckx (BEL)            | Barbara Erdin-Ganz (SUI)    | May-Britt Våland (NOR) |
| 2-4 juillet 1993 | Hyères     | Ingrid Haringa (NED)            | Kristel Werckx (BEL)        | Evelyne Müller (SUI)   |

### Scratch
| Date             | Lieu       | Vainqueur             | 2e                       | 3e                    |
| ---------------- | ---------- | --------------------- | ------------------------ | --------------------- |
| 14-16 mai 1993   | Copenhague |                       |                          |                       |
| 11-13 juin 1993  | Valence    |                       |                          |                       |
| 2-4 juillet 1993 | Hyères     | Patsy Maegerman (BEL) | Isabelle Gautheron (FRA) | Elena Loskutova (UKR) |